# Wyszebor
Wyszebor, Wyszabor – staropolskie imię męskie, złożone z dwóch członów: Wysze- ("wyższy, ceniony ponad wszystko, stawiany ponad innymi") i -bor ("walka"). Może więc oznaczać "lepszy ponad innych w walce".